# Katarina Džaferović
Katarina Džaferović (født 14. juli 2002) er en montenegrinsk håndboldspiller, som spiller i ŽRK Budućnost Podgorica og Montenegros kvindehåndboldlandshold.